# Jean-Michel Thilloy
Jean-Michel Thilloy (né le 17 décembre 1966 à Vaux-en-Amiénois) est un coureur cycliste français, professionnel de 1999 à 2000.

## Biographie
Il devient professionnel en 1999 au sein de l'équipe Saint-Quentin-Oktos. Evoluant en troisième division, celle-ci obtient une wild card pour disputer Paris-Roubaix en 2000. Jean-Michel Thilloy est le seul coureur de l'équipe à terminer cette course, à la 74e place. En août 2000, il est victime d'une chute lors du critérium d'Issoire, en compagnie de l'Allemand Marcel Wüst. Celui-ci est contraint d'arrêter sa carrière, tandis que Thilloy s'en relève avec des côtes cassées, une perforation d'un poumon et une plaie au cuir chevelu,.

## Palmarès
- 1992
  - Tour du Pays d'Auge
  - Ronde de l'Oise
  - Boucles de Picquigny
  - 2e des Trois Jours de Cherbourg
- 1993
  - Champion de Normandie sur route
  - Grand Prix d'Antibes
  - 2e étape de l'Essor breton
  - Grand Prix de la ville de Pérenchies
- 1994
  - Paris-Dreux
- 1995
  - Paris-Dreux
  - 3e des Boucle de l'Artois
  - 3e de Paris-Épernay
- 1994
  - Boucles de Picquigny
  - 2e du Grand Prix de Blangy-sur-Bresle
- 1995
  - Boucles de Picquigny
- 1996
  - 3e étape des Quatre Jours de l'Aisne
  - Boucle de l'Artois
  - 2e étape du Tour de la Somme
  - Boucles de Picquigny
  - 3e du Tour de la Manche
  - 3e du Tour de la Somme
  - 3e du championnat de France du contre-la-montre par équipes
- 1997
  - Ronde de l'Oise
  - 2e du Grand Prix de Puy-l'Évêque
  - 3e du Grand Prix de Beuvry-la-Forêt
- 1998
  - Boucle de l'Artois
  - Paris-Chauny
  - Grand Prix de la ville de Pérenchies
  - Tour de la Somme
  - 2e de la Côte picarde
  - 3e du Tro Bro Léon
- 1999
  - Tro Bro Léon
  - Boucle de l'Artois
  - Grand Prix de Dourges